# Sección de aforo

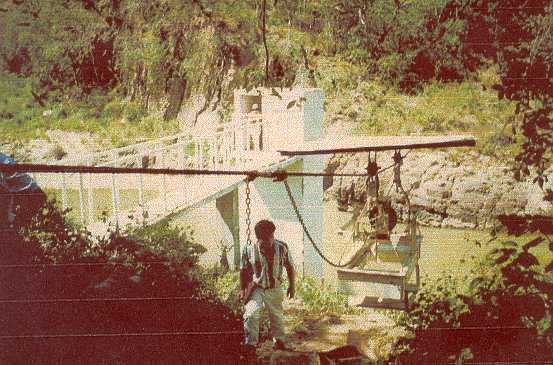
Sección de aforo equipada con limnígrafo y dispositivo para efectuar mediciones directas de caudal.

Sección de aforo o sección de control de un río, arroyo o canal es un local, ya sea natural o preparado para tal efecto, en el cual se ha determinado la curva cota-caudal. De esa forma, cuando se requiere, midiendo el nivel, con una regla graduada implantada en el lugar, por interpolación en la curva, se podrá determinar el caudal líquido en la sección.
Para seleccionar una sección de aforo deben tenerse en cuenta algunos factores importantes, pero el más importante es tener la certeza de que la forma de la sección no cambia en el tiempo, es decir que se trata de un tramo de río o arroyo que no sufre socavación y no está en proceso de sedimentación.
Cuando estas características no se encuentran en el tramo en el cual interesa instalar la sección de aforo, deberá implementarse una obra, como por ejemplo un vertedero. Esta obra, según la dimensión del río o arroyo, puede llegar a ser una obra costosa, y en algunos casos puede resultar más conveniente determinar el caudal por otros métodos.
Los vertederos utilizados en estos casos son también de varios tipos:
- Vertedero de Bazin;
- Vertedero libre en pared delgada y vertical:
  - Rectangular;
  - Triangular;
  - Tipo Cipolletti;
  - Trapezoidal;
  - Circular;
- Vertederos de paredes gruesas

Con frecuencia una sección adecuada para implementar una sección de aforo es en correspondencia con un puente, puesto que esta sección ya ha sido estabilizada. 
En ríos y arroyos de anchos, se hace difícil y costoso implementar vertederos con la sola finalidad de definir la sección de aforo, en estos caso la medición se hace con el uso del correntómetro. Con el auxilio de este instrumento se mide la velocidad del flujo en vàrias partes de la sección de forma a poder establecer curvas de igual velocidad en toda la sección. Con base en el mapeo de las velocidades del flujo se calcula el caudal líquido.
El cálculo del caudal en este caso se efectúa con la fórmula siguiente:
{\displaystyle Q=\sum _{i=1,j=1}^{N,M}(A_{i,j}*v_{i,j})}
Donde:
- Q = Caudal en m³/s

- vi, j = velocidad en la altura j de la vertical i, en m/s

- Ai, j = Área elemental en la cual se aplica vi, j, por ejemplo calculada con base en los Polígonos de Thiessen, en m².

Para la medición de la cota del pelo libre del agua, se utilizan:
- Reglas limnimétricas, en este caso la lectura debe ser hecha "in situ";
- Registradores continuos de nivel;
- Sensores que trasmiten periódicamente la medición a distancia, la que puede ser monitoreada en tiempo real